# Stor-Harrsjön, Lappland
Stor-Harrsjön är en sjö i Storumans kommun i Lappland och ingår i Umeälvens huvudavrinningsområde. Sjön har en area på 0,547 kvadratkilometer och ligger 383,3 meter över havet. Sjön avvattnas av vattendraget Havssjöbäcken.

## Delavrinningsområde
Stor-Harrsjön ingår i det delavrinningsområde (725444-153663) som SMHI kallar för Inloppet i Stor-Havssjön. Medelhöjden är 472 meter över havet och ytan är 29,08 kvadratkilometer. Det finns inga avrinningsområden uppströms utan avrinningsområdet är högsta punkten. Havssjöbäcken som avvattnar avrinningsområdet har biflödesordning 2, vilket innebär att vattnet flödar genom totalt 2 vattendrag innan det når havet efter 292 kilometer. Avrinningsområdet består mestadels av skog (92 procent). Avrinningsområdet har 1,14 kvadratkilometer vattenytor vilket ger det en sjöprocent på 3,9 procent.